# 五色県民健康村健康道場
五色県民健康村健康道場（ごしきけんみんけんこうむらけんこうどうじょう）は兵庫県洲本市（淡路島）にある国内唯一の公的な医学的断食の専門施設。

## 概要
ダイエットを目的とした断食を医学的に支援する公的な施設として1982年に兵庫県と五色町（現・洲本市）の共同事業として作られた。入門期間は5泊6日（3日半断食）が基本だが3泊4日（2日断食）の体験コースもある。認可としては医療機関であるが、この療法の提唱者・笹田信五は院長ではなく道場長と自称する。

## ファースティングの実施内容
ファースティングとは、fast（断食）とjogging（ジョギング）などのingを合わせた道場長による造語。断食(fast)の発音はファストだが道場長はファーストと長音を入れている。
まず、入所時に『ファースティング（期間を定めての断食および復食）コース』、および『食事療法（低カロリー食）コース』に分かれ、道場長（医師）と相談の上、コースを決める。ファースティングにおける断食期間中は、全くの絶食ではなく、低血糖による脳貧血を防ぐためのビタミン剤入り低カロリードリンクを1日3回と、水分2リットル/1日以上を摂取することが義務付けられる。この水分補給は、本来ならば食事から摂取するはずの水分を補うためのものである。体調に異常があれば、医師の指導の下、フレキシブルに入所期間中における実施内容が変更される。
断食療法の意義としては、血糖値の大きな変動をなくすことと健康に悪影響が出ない範囲の低い血糖値に慣れることにある。通常、空腹時に低くなった血糖値は食事のあとに上昇するが、肥満・過食の人はこの血糖値の波（変動値）が大きく、それが強い空腹感やその後の暴飲暴食につながる一要因となっている。断食療法によって、この血糖値の波が低くかつ小さくなることで食欲が抑えられる。そして、断食中は摂取カロリーが極端に低くなった分、体内に蓄えられた脂肪が燃焼して使用される。尿の中にケトン体が検出されると体脂肪が使われた目安になるため、専用の判定紙で尿の状況を検査する。
日常生活の中でのストレスや悩みなどを抱えた入所者は、断食によって食べ物のことばかり考えるようになる。そして、さらには段階が進んで食欲すら抑えられることによって脳から無駄な考えが追い出されてストレスや悩みから一時的に解放される。
「断食実施後の復食」における食事、および「食事療法」における食事は、地元淡路産の厳選された食材を中心に、調味料をほとんど使用しない健康的な食事が提供され、その内容は、入所者それぞれに対し、個別に管理されている。
コースは、2泊3日（体験入所）から20日間（10日間半断食）まで、入所希望者が道場長との電話による事前ヒアリングにおいて決定されるが、入所初日に道場長による問診および触診・心電図測定などの検査結果に基づき正式に決定される。
健康道場の名にふさわしく、入所者個別における健康改善に対する工夫が図られている。

## 道場での生活
施設の生活は規則的であり、朝6時から7時に起床。自己管理の癖を付けさせるため毎日自分で体重、血圧、脈拍、体温を測定する。朝食後に道場長（医師）による回診が行われ、それに加え、朝食前と午後および夕食後の3回、看護士による回診があり、入所者の健康状況が逐一チェックされている。
自由参加で太極拳、丹田呼吸法などの軽い動きが伴うプログラムもある。また、カウンセラーによって心理療法も行われ、性格の自己分析や生活習慣の改善などの座学がある。自由時間にはテレビや新聞・雑誌や映画のDVDを観たり、海の見える中庭を散歩したりとゆったりとした時間を過ごすことになる。精神的にリラックスすることに重きにおいているため、食事を我慢することを除けばストレスにつながるような行動はしないようになっている。断食期間中は、激しい運動や浴槽に浸かっての入浴も禁じられる。
入所中は一切、禁酒・禁煙である。外部から飲食物を持ち込むことも禁じられ、所持しているタバコや食品は一時預かりとなる。おのずと、体重を減らすだけではなく、禁酒・禁煙の治療も伴うことになる。この際に厳しい持ち物検査などはないが、安からぬ入所料を支払って入所する入所者なのでそのあたりは本人の意識に任されている。

## 退所後の指導
当然ではあるが、「本当に健康になりたいかどうか」という入所者の意識と、「自己責任による道場での過ごし方」および、「退所後における自己管理」が肝要である。
退所後は、豊富な飲み物食べ物が販売されている環境や過食など体調不良の原因が存在する“日常”に戻ってしまうため、“リバウンド発生は当たり前”と入所者に説明されている。この説明は、退所後に自己嫌悪に陥らないためでもあり、生活習慣の改善により本当の健康を取り戻すためにも伝えられている。生活習慣および体質改善のために最低3回の入所を勧められている。

## テレビ番組での紹介
この健康道場はNHKで紹介され一時申し込みが殺到、半年待ちになることもあったがその後は比較的入門しやすくなった。また、2013年12月26日に放送された毎日放送（TBS）系『予約殺到!スゴ腕の専門外来スペシャル3』の中でも紹介された。